# NGC 835

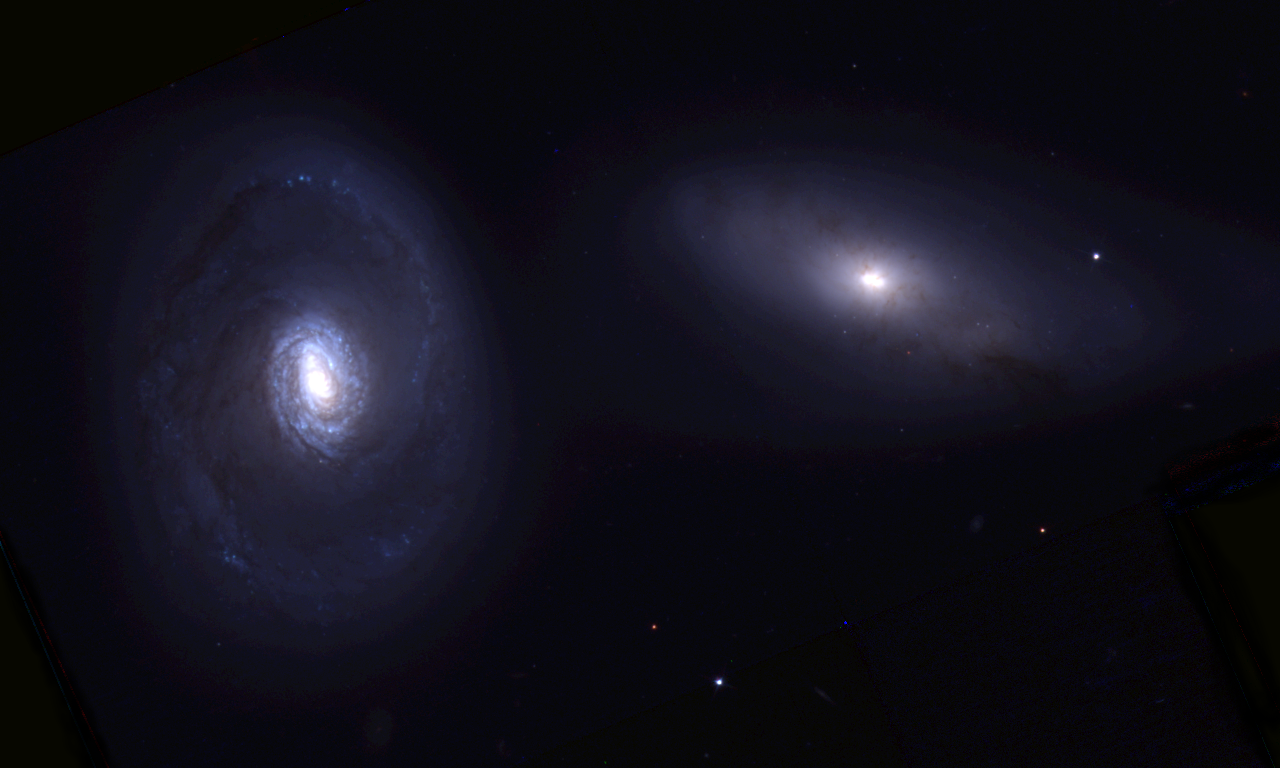
NGC 833 et NGC 835 par le télescope spatial Hubble. (NASA/ESA Hubble Space Telescope)

NGC 835 est une galaxie spirale intermédiaire (ou barrée ?) située dans la constellation de la Baleine. NGC 835 a été découverte par l'astronome germano-britannique William Herschel en 1785.

## Caractéristiques
La classe de luminosité de NGC 835 est I-II et elle présente une large raie HI. NGC 835 une galaxie LINER, c'est-à-dire une galaxie dont le noyau présente un spectre d'émission caractérisé par de larges raies d'atomes faiblement ionisés et c'est aussi une galaxie active de type Seyfert 2 (Sy 2). NGC 835 est une galaxie dont le noyau brille dans le domaine de l'ultraviolet. Elle est inscrite dans le catalogue de Markarian sous la cote Mrk 1021 (MK 1021).

### Distance
Sa vitesse par rapport au fond diffus cosmologique est de 3 596 ± 18 km/s, ce qui correspond à une distance de Hubble de 53,0 ± 3,7 Mpc (∼173 millions d'al).
À ce jour, une mesure non basée sur le décalage vers le rouge (redshift) donne une distance d'environ 34,000 Mpc (∼111 millions d'al). Cette valeur est à l'extérieur des valeurs de la distance de Hubble.

### Luminosité dans l'infrarouge
La luminosité de la galaxie de NGC 835 dans l'infrarouge lointain (de 40 à 400 µm)  est égale à 3,47 × 1010 {\displaystyle L_{\odot }} (1010,54{\displaystyle L_{\odot }}) et sa luminosité totale dans l'infrarouge (de 8 à 1 000 µm) est de 5,50 × 1010 {\displaystyle L_{\odot }} (1010,74{\displaystyle L_{\odot }}).

## Groupe de NGC 835
NGC 835 est la plus grosse et la plus brillante galaxie d'un groupe d'au moins 7 galaxies qui porte son nom. Les autres galaxies du groupe de NGC 835 sont NGC 833, NGC 838, NGC 839, NGC 848, NGC 873, et MCG -2-6-19. NGC 835 fait aussi partie du groupe compact de Hickson HCG 16 avec les galaxies NGC 833, NGC 838 et NGC 839.
NGC 833 et NGC 835 forment une paire de galaxies en interaction gravitationnelle.

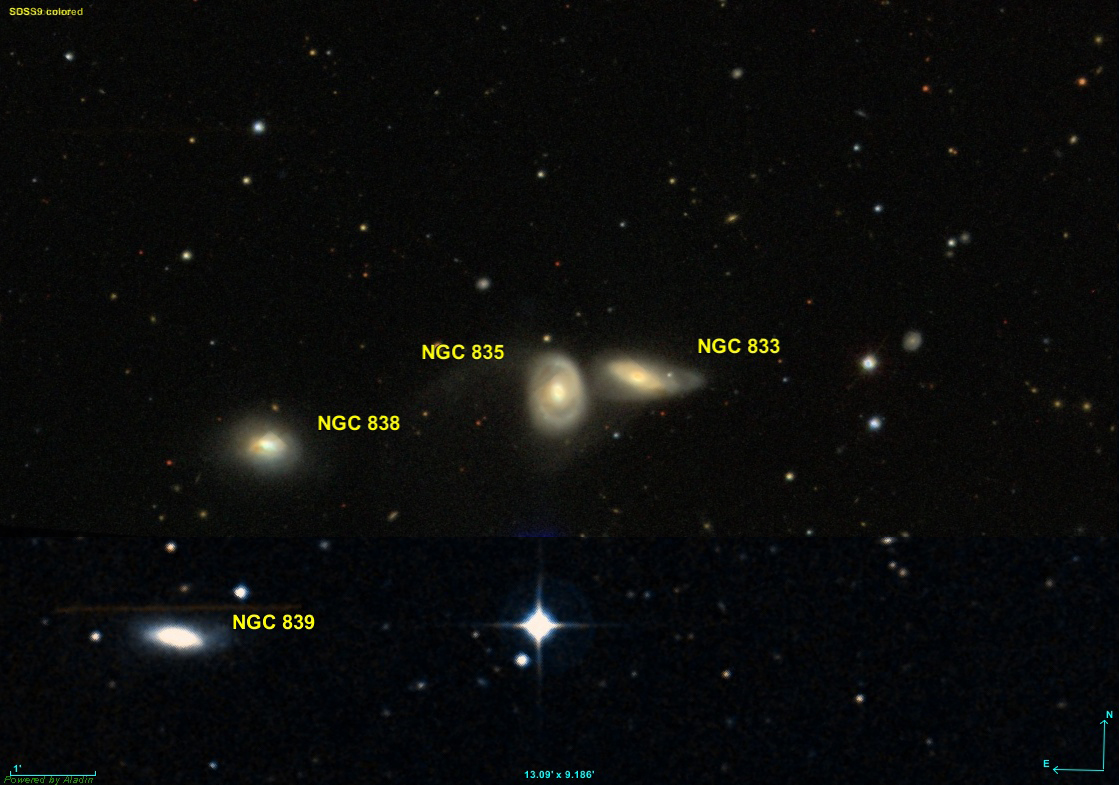
NGC 835 et ses voisines